# TRL Awards 2011
Gli MTV TRL Awards 2011 sono stati trasmessi, in diretta televisiva su MTV, il 20 aprile 2011 da Piazza Santa Croce a Firenze dalle ore 21:00.
Le votazioni sono state aperte il 21 febbraio 2011 e chiuse il 18 aprile. Le categorie Italians do it better e Best Talent Show Artist sono state votabili via SMS o sul sito ufficiale della manifestazione anche durante la serata stessa. Questa è stata la sesta edizione dei TRL Awards, l'ultima targata Total Request Live ed è stata condotta da Fabrizio Biggio, Francesco Mandelli e Nina Zilli.
A partire da questa edizione, le categorie storiche Man of the Year e First Lady cambiano denominazione rispettivamente in Superman Award e Wonder Woman Award. Inoltre, ma solo per quest'anno, i nominati per categoria salgono da 5 a 10, rendendo ancora più vasta la scelta in ognuna delle categorie.
Brenda Lodigiani, insieme a Bruno Cabrerizo, ha condotto il backstage dello show con interventi direttamente dal dietro le quinte e interviste tra il pubblico, Wintana Rezenè è invece stata la web host sulla pagina Facebook di MTV Italia.

## Sigla
La sigla introduttiva è la stessa utilizzata nella precedente edizione, un tema composto appositamente dalla trasmissione. La sigla di apertura è invece stata affidata agli Zero Assoluto che, sulle note del loro singolo Per dimenticare (per l'occasione con un testo completamente in tema con la serata), hanno riscaldato la piazza fiorentina. Il motivo, invece, usato per lanciare la pubblicità e il rientro da questa, è la base strumentale del singolo Perdermi, sempre del gruppo romano.

## Performance
- Alexis Jordan - Good Girl
- Annalisa - Diamante lei e luce lui
- Blind Fool Love - Il pianto
- Cătălin Josan - Don't Wanna Miss You
- Dolcenera - Il sole di domenica
- Dragonette - Hello
- Emma - Io son per te l'amore / Arriverà feat Modà
- Gianluca Grignani - Romantico Rock Show
- Giusy Ferreri - Il mare immenso
- Grido - Fumo e malinconia
- Loredana Errore - Cattiva
- Mads Langer - You're Not Alone
- Marco Carta - Niente più di me
- Marracash - King del rap
- Max Pezzali - Credi
- Modà - La notte / Arriverà feat Emma
- Nathalie - Vivo sospesa
- Valerio Scanu - Due stelle
- Zero Assoluto - Questa estate strana/Per dimenticare

## Altri interventi
- Katia Follesa
- Mara Maionchi
- Nina Seničar
- Riccardo Montolivo
- Walter Fontana

## Premi
I vincitori della categoria sono evidenziati in grassetto.

### Best Look
- Avril Lavigne
- Jared Leto
- Katy Perry
- Kesha
- Lady Gaga
- Malika Ayane
- Mike "The Situation"
- Nicole Scherzinger
- Nina Zilli

### Best MTV Show
- 16 anni e incinta
- America's Best Dance Crew
- Jersey Shore
- Hard Times - Tempi duri per RJ Berger
- My Life As Liz
- The Inbetweeners
- Skins
- I soliti idioti
- Il testimone
- True Blood

### Best New Act
- B.o.B
- Bruno Mars
- Caro Emerald
- Cheryl Cole
- Eliza Doolittle
- Ghost
- Mads Langer
- Modà
- Plan B
- The Temper Trap

### Hot&Sexy Award
- Belén Rodríguez
- Christina Aguilera
- Elisabetta Canalis
- Fabri Fibra
- Laura Chiatti
- Mark Salling
- Riccardo Scamarcio
- Rihanna
- Robert Pattinson
- Zac Efron

### Too Much Award
- The Black Eyed Peas
- Cesare Cremonini
- David Guetta
- Katy Perry
- Lady Gaga
- Ligabue
- Mika
- Rihanna
- Shakira
- Vasco Rossi

### Wonder Woman Award
- Avril Lavigne
- Britney Spears
- Elisa
- Gianna Nannini
- Katy Perry
- Kesha
- Lady Gaga
- P!nk
- Rihanna
- Shakira

### Super Man Award
- B.o.B
- Bruno Mars
- Cesare Cremonini
- Eminem
- Enrique Iglesias
- Fabri Fibra
- Jovanotti
- Marracash
- Ne-Yo
- Nelly

### Best Band
- Thirty Seconds to Mars
- The Black Eyed Peas
- Good Charlotte
- Linkin Park
- My Chemical Romance
- Negramaro
- Muse
- Skunk Anansie
- Subsonica
- Take That

### Best Talent Show Artist
- Marco Carta
- Emma
- Valerio Scanu
- Marco Mengoni
- Giusy Ferreri
- Alessandra Amoroso
- Nathalie
- Loredana Errore
- Noemi
- Pierdavide Carone

### Italians Do It Better
- Biagio Antonacci
- Carmen Consoli
- Club Dogo
- Gianluca Grignani
- Malika Ayane
- Max Pezzali
- Modà
- Nek
- Nina Zilli
- Zero Assoluto

## Altri premi

### TRL History
- Zero Assoluto

### First Lady
- Nina Zilli